# 海口区
海口区，中华人民共和国旧区名。
1956年由昆明市第十区改置。在今昆明市西山区境。区人民政府驻海口镇。1960年撤销，与安宁区合并，恢复安宁县。后归入西山区。